# Bathurst 1000 km
Bathurst 1000 km är en racingtävling i Australien på Mount Panorama Motor Racing Circuit utanför Bathurst i New South Wales. Tävlingen ingår sedan 1999 i V8 Supercar-serien.

## Historia
Tävlingen inleddes 1960 som Armstrong 500, och växte sedan i omfattning och även om den aldrig blev en del av ATCC:s kalender, blev det det mest kända enduranceracet i Australien. Peter Brock vann 500-mileracet ensam 1972, vilket var starten för myten kring tävlingen. Även Allan Moffat klarade den bedriften innan tävlingen förlängdes. Brock kom sedan att vinna inte mindre än nio gånger, vilket gjorde att han blev känd som "bergets kung" i den australiska motorvärlden. Från och med 1973 kördes tävlingen i 1000 kilometer, vilket omöjliggjorde enförarsförsök, utan sedan Brocks seger blev det regel på att man måste dela körningen. Jim Richards vann tävlingen sju gånger, medan Larry Perkins vann den vid sex tillfällen. Tävlingen är även känd för att Denny Hulme, 1967 års världsmästare i formel 1, avled i en hjärtattack under racet 1992.

## Segrare
| År   | Vinnare                                | Märke               |
| ---- | -------------------------------------- | ------------------- |
| 1963 | Bob Jane Harry Firth                   | Ford                |
| 1964 | Bob Jane George Reynolds               | Ford                |
| 1965 | Barry Seton Midge Bosworth             | Ford                |
| 1966 | Bob Holden Rauno Aaltonen              | Morris              |
| 1967 | Harry Firth Fred Gibson                | Ford                |
| 1968 | Bruce McPhee Barry Mulholland          | Holden              |
| 1969 | Colin Bond Tony Roberts                | Holden              |
| 1970 | Allan Moffat                           | Ford                |
| 1971 | Allan Moffat                           | Ford                |
| 1972 | Peter Brock                            | Holden              |
| 1973 | Allan Moffat Ian Geoghegan             | Ford                |
| 1974 | John Goss Kevin Bartlett               | Ford                |
| 1975 | Peter Brock Brian Sampson              | Holden              |
| 1976 | Bob Morris John Fitzpatrick            | Holden              |
| 1977 | Allan Moffat Jacky Ickx                | Ford                |
| 1978 | Peter Brock Jim Richards               | Holden              |
| 1979 | Peter Brock Jim Richards               | Holden              |
| 1980 | Peter Brock Jim Richards               | Holden              |
| 1981 | Dick Johnson John French               | Ford                |
| 1982 | Peter Brock Larry Perkins              | Holden              |
| 1983 | Peter Brock John Harvey Larry Perkins  | Holden              |
| 1984 | Peter Brock Larry Perkins              | Holden              |
| 1985 | John Goss Armin Hahne                  | Jaguar              |
| 1986 | Graeme Bailey Allan Grice              | Holden              |
| 1987 | Peter Brock Peter McLeod David Parsons | Holden              |
| 1988 | Tomáš Mezera Tony Longhurst            | Ford                |
| 1989 | Dick Johnson John Bowe                 | Ford                |
| 1990 | Win Percy Allan Grice                  | Holden              |
| 1991 | Mark Skaife Jim Richards               | Nissan              |
| 1992 | Mark Skaife Jim Richards               | Nissan              |
| 1993 | Larry Perkins Gregg Hansford           | Holden              |
| 1994 | Dick Johnson John Bowe                 | Ford                |
| 1995 | Larry Perkins Russell Ingall           | Holden              |
| 1996 | Greg Murphy Craig Lowndes              | Holden              |
| 1997 | Geoff Brabham David Brabham            | BMW                 |
| 1997 | Larry Perkins Russell Ingall           | Holden              |
| 1998 | Rickard Rydell Jim Richards            | Volvo               |
| 1998 | Jason Bright Steven Richards           | Ford                |
| 1999 | Greg Murphy Steven Richards            | Holden              |
| 2000 | Garth Tander Jason Bargwanna           | Holden              |
| 2001 | Mark Skaife Tony Longhurst             | Holden              |
| 2002 | Mark Skaife Jim Richards               | Holden              |
| 2003 | Greg Murphy Rick Kelly                 | Holden              |
| 2004 | Greg Murphy Rick Kelly                 | Holden              |
| 2005 | Mark Skaife Todd Kelly                 | Holden              |
| 2006 | Jamie Whincup Craig Lowndes            | Ford                |
| 2007 | Jamie Whincup Craig Lowndes            | Ford                |
| 2008 | Jamie Whincup Craig Lowndes            | Ford                |
| 2009 | Will Davison Garth Tander              | Holden              |
| 2010 | Mark Skaife Craig Lowndes              | Holden              |
| 2011 | Garth Tander Nick Percat               | Holden              |
| 2012 | Jamie Whincup Paul Dumbrell            | Holden              |
| 2013 | Mark Winterbottom Steven Richards      | Ford                |
| 2014 | Chaz Mostert Paul Morris               | Ford FG Falcon      |
| 2015 | Craig Lowndes Steven Richards          | Holden VF Commodore |
| 2016 | Will Davison Jonathon Webb             | Holden VF Commodore |